# Lajedo
Lajedo – parafia (freguesia) gminy Lajes das Flores. W 2011 miejscowość była zamieszkiwana przez 93 mieszkańców.